# Alesso

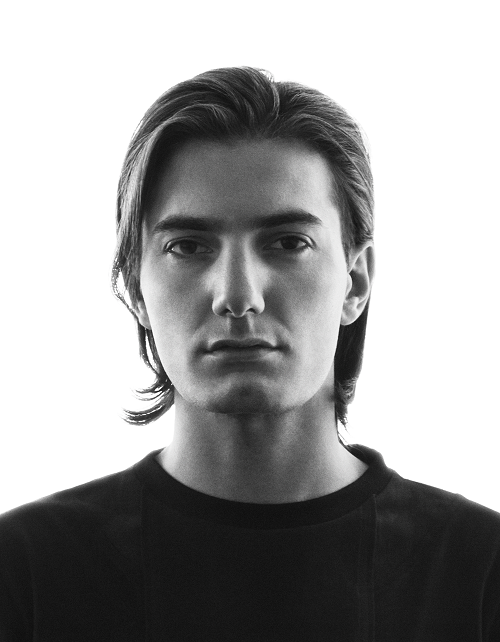
Alesso im Jahr 2014

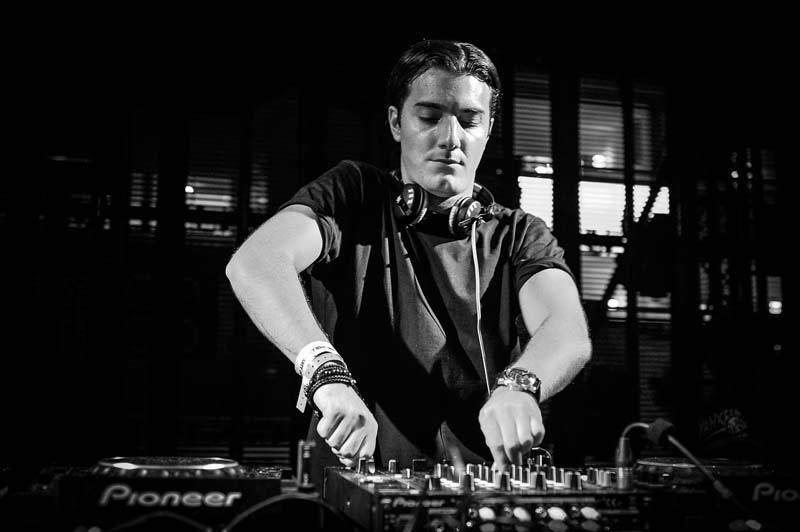
Live Ushuaïa, Ibiza 2013.

Alesso, kurz für Alessandro Rodolfo Renato Lindblad (* 7. Juli 1991 in Stockholm) ist ein schwedischer DJ, Musikproduzent und Remixer im Bereich House.

## Karriere
Seine erste Produktion veröffentlichte Alessandro „Alesso“ Lindblad im Mai 2010 mit der EP E:P auf dem schwedischen Houselabel Joia Records. Die EP enthielt die drei Songs Think It’s Time, Workaholic und Moma. Auf demselben Label erschien 2010 außerdem der Song Loose It. Schließlich wurde er von Sebastian Ingrossos Label Refune Records unter Vertrag genommen. Dort erschien im März 2011 seine zweite EP Dynamite EP. Besonders erfolgreich war Nillionaire, der zweite Song auf der EP. Ingrosso hat auch eine Bootleg-Version von Nillionaire und den Song Together von ihm und Axwell produziert. Diese Version wurde von den Mitgliedern der Swedish House Mafia vielfach an ihren Auftritten gespielt und verhalf Alesso so zu erster Bekanntheit.
Der Durchbruch gelang ihm im Jahre 2011 mit seinem Remix des Liedes Pressure der pakistanischen Sängerin Nadia Ali, das 2011 ein großer Club- und Festival-Hit war und vielfach von bekannten DJs wie Armin van Buuren, Tiësto, Kaskade, Calvin Harris und der Swedish House Mafia gespielt wurde. Kaskade beschrieb den Song als „Tune of 2011“. Der Remix gewann ebenfalls die Auszeichnung als Best Progressive Track bei den 27. International Dance Music Awards der Winter Music Conference 2012. 2011 stieg sich Alesso erstmals bei der Wahl der Top 100 DJs von DJ Mag auf Platz 70 ein.
Einen weiteren großen Erfolg feierte 2012 mit dem Track Calling (Lose My Mind) in Zusammenarbeit mit dem ebenfalls schwedischen DJ Sebastian Ingrosso, der Mitglied der Swedish House Mafia war und dem OneRepublic-Frontmann Ryan Tedder. Das Lied erschien am 13. März 2012 als Single und erreichte die Charts in zahlreichen Ländern, unter anderem in Großbritannien, Australien, Frankreich und Schweden. Daraufhin veröffentlichte Alesso weitere Vocaltracks, wie Years mit Matthew Koma und City of Dreams mit Dirty South. Im Frühjahr 2013 erschien sein Remix des Liedes If I Lose Myself der US-amerikanische Pop-Rock-Band OneRepublic als Single und verhalf dem Lied wieder auf hohe Chartplatzierungen.
Gemeinsam mit dem britischen Dance-Pop-Duo Hurts und dem britischen House-DJ Calvin Harris produzierte er 2013 den Song Under Control. Der Track verschaffte ihm hohe Chart-Platzierungen in sämtlichen europäischen Ländern. Der Stil des Songs ähnelt stark dem Main-Part seines Remixes zu OneRepublics If I Lose Myself und weicht von der 80er-Musikrichtung von Hurts ab. Das Musikvideo wurde wenige Tage vor der Veröffentlichung in Deutschland hochgeladen und zeigt die beiden DJs, sowie den Sänger von Hurts, Theo Hutchcraft. Der Song konnte hoch in sämtliche Single-Charts einsteigen.
Im Juli 2014 unterzeichnete Alesso einen Vertrag mit Def Jam Recordings und wurde damit nach Afrojack der zweite EDM-Künstler, der bei diesem Label unter Vertrag stand. Im Herbst 2014 nahm er ein Lied mit der ebenfalls schwedischen Sängerin Tove Lo, die im selben Jahr großen Erfolg mit dem Lied Habits (Stay High) hatte, auf. Aus der Kooperation entstand der Track Heroes (We Could Be). Das parallel zur Single erschienene Musikvideo zeigt sowohl Alesso, als auch Tove Lo. Bereits nach wenigen Wochen erreichte das Video mehrere Millionen Aufrufe und auch der Track stieg in vielen Ländern hoch ein, darunter sogar auch in den USA. In Schweden erreichte das Lied bereits in der ersten Woche die Top Ten.
Am 22. Mai 2015 erschien Alessos Debütalbum Forever, das unter anderem die Singles Tear the Roof Up, Cool und Sweet Escape enthält.
In den folgenden Jahren veröffentlichte Alesso mehrere Singles und Kollaborationen. 2017 erschien „Let Me Go“, eine Zusammenarbeit mit Hailee Steinfeld und Florida Georgia Line.
Im Januar 2022 erschien die Single When I’m Gone, eine Zusammenarbeit mit Katy Perry. Der Song erreichte Platz 90 der Billboard Hot 100.
2024 veröffentlichte Alesso die EP Hypnotize sowie mehrere Singles, darunter I Like It mit Nate Smith und Never Going Home Tonight mit David Guetta.

## Diskografie
Studioalben

| Jahr | Titel   | Höchstplatzierung, Gesamtwochen, AuszeichnungChartplatzierungen (Jahr, Titel, Platzierungen, Wochen, Auszeichnungen, Anmerkungen) | Höchstplatzierung, Gesamtwochen, AuszeichnungChartplatzierungen (Jahr, Titel, Platzierungen, Wochen, Auszeichnungen, Anmerkungen) | Höchstplatzierung, Gesamtwochen, AuszeichnungChartplatzierungen (Jahr, Titel, Platzierungen, Wochen, Auszeichnungen, Anmerkungen) | Höchstplatzierung, Gesamtwochen, AuszeichnungChartplatzierungen (Jahr, Titel, Platzierungen, Wochen, Auszeichnungen, Anmerkungen) | Höchstplatzierung, Gesamtwochen, AuszeichnungChartplatzierungen (Jahr, Titel, Platzierungen, Wochen, Auszeichnungen, Anmerkungen) | Höchstplatzierung, Gesamtwochen, AuszeichnungChartplatzierungen (Jahr, Titel, Platzierungen, Wochen, Auszeichnungen, Anmerkungen) | Anmerkungen                                            |
| Jahr | Titel   | DE | AT | CH | UK | US | SE | Anmerkungen                                            |
| ---- | ------- | --- | --- | --- | --- | --- | --- | ------------------------------------------------------ |
| 2015 | Forever | — | AT69 (1 Wo.)AT | CH43 (1 Wo.)CH | UK24 Gold · (2 Wo.)UK | US30 (2 Wo.)US | SE4 Gold · (18 Wo.)SE | Erstveröffentlichung: 22. Mai 2015 Verkäufe: + 171.000 |